# Folnesics János Lajos
Folnesics János Lajos, Johann-Ludwig Folnesics (Nagyvárad, 1780 – Bécs, 1823. január 29.) tanár, író.

## Élete
Nagyváradról származott; előbb egy női nevelőintézet tulajdonosa Budán, azután a keszthelyi leányiskola tanítója volt; Hermina főhercegnőt, József nádor nejét tanította a magyar nyelvre s irodalomra; végre 1821. májusától a bécsi mérnökkari akadémiában a földrajz, történelem és latin nyelv tanára volt.

## Munkái
- Alvina. Pest, 1807. (Schelling Gusztáv német regénye után. Ism. Kath. Szemle 1890. 528–530. 702. 703. 706. dr. Takáts S.)
- An meine Schülerinnen, am Schlusse des Jahres 1814. Ofen. Online
- Winke für weibliche Erziehungs-Anstalten meines Vaterlandes. 1. Heft. Ofen, 1815. (Ism. Allg. Literatur Zeitung 1818. IV. 177.)
- Taschenbüchlein zur Elementar-Uebersicht der Geographie, und Länderkunde im Geiste des Christenthums. Mit Aufgaben zur Weckung Uebung und Bildung des selbstständigen Nachdenkens und Gedanken-Ausdrucks. der Phantasie, des Gedächtnisses, des Gefühls, des Willens, und der übrigen Seelenkräfte im harmonischen Zusammenhange, Zunächst für gebildete Familien und vaterländische Töchterschulen. 1. Bändchen. Mathematische Geographie. Ofen, 1819.

Szerkesztette a Zeitblätter für Freunde wahrer Menschenbildung c. lapot 1818. júl. 3-tól és ennek folytatását a Sonnenblume. Ein christlich religiöses Zeitblatt für Freunde wahrer Menschenbildung c. lapot 1819. jan.-decz. 31-ig Budán. Saturnus c. lapjának tervrajzát közli a Hazai s Külföldi Tudósítások (1807. I. 16. sz. ); a lap azonban nem jelent meg.
Kézirati munkája: A birtokos neveknek kifejezésekről.
Cikkei a Tudományos Gyűjteményben (1817. I. Philologiai s grammatikai gondolatok, Észrevételek a Pestalocismus ellen.)